# 甘肃水库列表
至2007年，中国甘肃省共有大型水库7座，按库容量依次为刘家峡水库、碧口水库、巴家嘴水库、双塔水库、盐锅峡水库、昌马水库、鸳鸯池水库。
根据中华人民共和国水利部发布的《中国水库名称代码》（中华人民共和国行业标准SL259-2000）将甘肃省所有大型水库及中型水库列表如下。

## 大型水库
| 水库       | 水系   | 总库容 亿立方米 | 位置   | 备注       |
| ---------- | ------ | --------------- | ------ | ---------- |
| 刘家峡水库 | 黄河   | 57.00           | 永靖县 |            |
| 碧口水库   | 白龙江 | 5.21            | 陇南市 |            |
| 巴家嘴水库 | 蒲河   | 5.10            | 庆阳市 |            |
| 双塔水库   | 疏勒河 | 2.00            | 瓜州县 | 双塔堡水库 |
| 盐锅峡水库 | 黄河   | 2.20            | 临夏州 |            |
| 昌马水库   | 疏勒河 | 1.94            | 玉门市 |            |
| 鸳鸯池水库 | 黑河   | 1.05            | 金塔县 |            |

## 黄河干流水系
- 刘家峡水库 永靖县刘家峡
- 盐锅峡水库  永靖县盐锅峡
- 八盘峡水库  永靖县达川乡
- 大峡水库 兰州市大峡
- 高崖水库 榆中县

## 渭河水系
- 锦屏水库 通渭县锦屏乡
- 东峡水库 静宁县司桥乡
- 崆峒峡水库 平凉市崆峒乡
- 巴家嘴水库 西峰市侯关寨乡
- 王家湾水库  西峰市王寨乡

## 嘉陵江水系
- 碧口水库 文县碧口镇

## 河西走廊、阿拉善河内流区
- 双塔堡水库 安西县双塔堡
- 党河水库 敦煌市
- 赤金峡水库 玉门市
- 大草滩水库 嘉峪关市
- 鸳鸯池水库 金塔县
- 解放村水库  金塔县
- 鹦鸽嘴水库 临泽县
- 祁家店水库 山丹县
- 李桥水库  山丹县
- 翟寨子水库 民乐县
- 双树寺水库  民乐县
- 瓦房城水库  民乐县
- 金川峡水库 永昌县城北
- 西大河水库  永昌县大河坝乡
- 皇城水库 肃南县皇城滩乡
- 红崖山水库 民勤县香家湾
- 西营水库 武威市南西营乡
- 南营水库  武威市南营乡
- 黄羊河水库  武威市黄羊镇
- 大靖峡水库 古浪县元庄子乡